# Siegfried Holding
Die Siegfried Holding AG ist ein weltweit im Bereich Biowissenschaften tätiges Unternehmen mit Produktionsstandorten in der Schweiz, den Vereinigten Staaten, Malta, China, Deutschland, Frankreich und Spanien. Das Unternehmen erzielte im Geschäftsjahr 2021 einen Umsatz von rund 1102 Millionen Franken und beschäftigte rund 3.637 Mitarbeitende. Die Siegfried Holding AG ist an der Schweizer Börse kotiert.

## Tätigkeitsgebiet
Siegfried ist sowohl in der primären als auch in der sekundären Herstellung von Arzneimitteln tätig. Das Unternehmen entwickelt und produziert pharmazeutische Aktivsubstanzen für die forschende Pharmaindustrie, entsprechende Zwischenstufen und kontrollierte Substanzen und bietet zusätzlich Entwicklungs- sowie Herstellungsdienstleistungen für fertig formulierte Arzneimittel inklusive sterile Abfüllung an.

## Geschichte
1873 gründete der Apotheker Samuel Benoni Siegfried ein Unternehmen mit 12 Mitarbeitenden zur Belieferung von Apotheken. Ab 1903 führten das Unternehmen seine Söhne Kurt Siegfried als wissenschaftlicher Leiter und Paul Albrecht Siegfried (1880–1953) als kaufmännischer Leiter. 1904 wurde das Unternehmen in eine Aktiengesellschaft umgewandelt. 1927 wurde in New Jersey das Unternehmen Ganes Chemical Works Inc. gegründet.
1973 wurde die Siegfried Holding erstmals an der Basler Börse (heute: Schweizer Börse SIX Swiss Exchange) gehandelt. 2001 wurde die Holding in die Bereiche Siegfried und Sidroga aufgespalten. Ein Jahr später erfolgte die Aufnahme des US-Unternehmens Ganes in die Siegfried Gruppe und die Umfirmierung in „Siegfried USA Inc“. 2004 baute die Siegfried Holding eine Repräsentanz in Shanghai, 2005 wurde die Penick Corporation gekauft. Seit 2006 arbeitet Siegfried mit Celgene zusammen.
2014 erwarb Siegfried das deutsche Unternehmen Hameln Pharma (hervorgegangen aus der pharmazeutischen Fabrik Hameln in der Bäckerstraße 5 in Hameln), das in der Entwicklung und Fertigung von sterilen flüssigen Darreichungsformen für die pharmazeutische Industrie tätig ist.
Im Mai 2015 kaufte Siegfried von der BASF das Geschäft mit Auftragssynthesen und Teile der Wirkstoffproduktion mit den Produktionsstandorten Minden (nun Siegfried PharmaChemikalien Minden), Evionnaz und Saint-Vulbas. Am 1. Oktober 2015 gab die BASF SE bekannt, dass der Verkauf der Auftragssynthese und Teilen ihres API-Geschäfts an die Siegfried Holding AG abgeschlossen ist.
Mit 480,6 Millionen Franken, einem Plus von 52,4 Prozent, erzielte die Siegfried Gruppe 2015 den bis dahin höchsten Umsatz in der Firmengeschichte. An der Generalversammlung im April 2016 wurde der Verwaltungsrat durch die Zuwahl von Ulla Schmidt, Mitglied und Vizepräsidentin des deutschen Bundestags, und Ständerat Martin Schmid um zwei neue Mitglieder erweitert und besteht seitdem aus sieben Personen.
Der 2013 errichtete Produktionsstandort in Nantong (China) erhielt im Mai 2016 von den chinesischen Behörden die Betriebsbewilligung.
Per 31. März 2018 übernahm Siegfried die Produktionsstätte für Fertigprodukte (Tabletten und Kapseln) inklusive aller Mitarbeitenden und Business-Verträge von Arena Pharmaceuticals GmbH in Zofingen.